# ماتسودو (تشيبا)
مدينة ماتسودو (بالإنجليزية: Matsudo)‏ هي إحدى المدن التابعة لولاية تشيبا. تأسست رسميًا في 01/04/1943. ويقدر عدد سكانها بـ 477603 نسمة حسب تقدير مكتب الإحصاء الياباني لعام 2012. تبلغ مساحة ماتسودو 61.33 كم2. بكثافة سكانية تبلغ 7787 نسمة/كم2.

## توأمة
لماتسودو (تشيبا) اتفاقيات توأمة مع كل من:
- كورايوشي
- City of Whitehorse [الإنجليزية]‏ (12 مايو 1971 - )[5]

## أعلام
- ساكي أوينو
- تشيكا هيراو
- إيواو أكياما